# Pierre Koulak
Pour les articles homonymes, voir Koulak (homonymie).
Pierre Koulaksezian dit Pierre Koulak est un auteur, acteur et metteur en scène français d'origine arménienne né à Saint-Chamond, Loire en 1942. Il est surtout connu pour son rôle du « Coréen », dans le film de Georges Lautner Le Pacha, sorti en 1968.

## Biographie
Très tôt, son talent est remarqué lorsqu'il animait les marchés de la Loire, aidant sa famille à la vente de tissus. Il sera formé au Centre dramatique de Saint-Étienne (Jean Dasté), où il donnera ses premiers spectacles. Il joue ensuite des sketches avec Fernand Raynaud au Théâtre de l'Étoile puis à l'Alhambra.
Il se dit dans les milieux artistiques que Fernand Raynaud considérait Pierre Koulak comme son meilleur ami. En cette qualité, Pierre Koulak fut l'auteur d'une biographie du comédien, publiée en 2011.
Sa gestuelle et surtout sa capacité d'improvisation le feront repérer par de grands noms du cinéma français (Jean Gabin, Louis de Funès, Jean-Paul Belmondo, Alain Delon, Anthony Quinn). Il compte aujourd'hui plus d'une centaine d'apparitions.
Il a entre autres joué dans Borsalino, Borsalino and Co, Le Soleil des Voyous, Le Pacha, Les Aventures de Rabbi Jacob, La Peau de Torpedo, Brigades du Tigre, Commissaire Moulin, La Traque, S.A.S. à San Salvador, Le Cœur au ventre, La Guerre des insectes, Marseille Contrat, Un Officier de Police sans Importance, À tout casser, Les oiseaux vont Mourir au Pérou, Commissaire Maigret, Messieurs les Galopains, Les Grands Moyens, Morte Terre, Ring, Les Caïds, Salut Champion !, Béru et ces dames, Thibaud les Croisades, Un Cave, La rage aux poings, Arsène Lupin, Médecins de nuit, Jean Christophe, Histoire de voyou, Il faut marier Julie, Tout est dans la fin, Un balcon en forêt, Maigret, Le gorille compte ses abattis, Antoine Rives, Il y a maldonne, Le Mari de l'Ambassadeur, etc.
Puis il a écrit, joué et mis en scène des fictions courtes, entre autres La Douane, Le Taxi, Les Palmes, Le Banquier, Les Clochards, Les Nouveaux Coiffeurs, Hold-Up, L'Argent sale, Au Stade, Le casse, L'aveugle, Lecture pour privilégiés, Le racket, Le poker, Au tribunal, Le client du restaurant, Au bal, Le gang des grands-mères, Les chasseurs, Mafia, etc.
Un reportage sur sa carrière a d'ailleurs été diffusé le 6 mai 1995 sur France 3.
Paul Koulak, le frère de Pierre, était compositeur ; il a notamment composé le générique original de Fort Boyard.

## Filmographie

### Cinéma
- 1962 : Horace 62 de André Versini : un passant (non crédité)
- 1967 : Le Soleil des voyous de Jean Delannoy : Ange Peresi, le Marseillais
- 1967 : Jerk à Istanbul de Francis Rigaud : un serveur (non crédité)
- 1968 : Le Pacha de Georges Lautner : Abdel Schmil dit « le Coréen »
- 1968 : Les oiseaux vont mourir au Pérou de Romain Gary : le videur
- 1968 : À tout casser de John Berry : Charlie
- 1968 : Béru et ces dames de Guy Lefranc : le complice de Vérian
- 1970 : Borsalino de Jacques Deray : Spada
- 1970 : La Peau de Torpedo de Jean Delannoy : un inspecteur
- 1972 : Un cave de Gilles Grangier : un détenu
- 1972 : Les Caïds de Robert Enrico
- 1973 : Un officier de police sans importance (Requiem per un commissario di polizia) de Jean Larriaga : l'adjoint du commissaire
- 1973 : Les Aventures de Rabbi Jacob de Gérard Oury : Omar, l'homme de main de Farès
- 1973 : La Bonne Année de Claude Lelouch : le prisonnier préparant une évasion
- 1974 : Marseille contrat (The Marseille contrat) de Robert Parrish : Wilson
- 1974 : Borsalino & Co de Jacques Deray : Spada
- 1975 : La Rage au poing d'Éric Le Hung : Abderrahmane
- 1976 : Les Grands Moyens d'Hubert Cornfield : l'esprit Conségude
- 1979 : Un balcon en forêt de Michel Mitrani : un officier
- 1983 : S.A.S. à San Salvador de Raoul Coutard : Ramon
- 1988 : Il y a maldonne de John Berry
- 1990 : Le Dénommé de Jean-Claude Dague

### Télévision
- 1968 : La Prunelle : un membre du commando (épisode 10)
- 1978 : Médecins de nuit de Philippe Lefebvre, épisode : Christophe
- 1978 : Les Brigades du Tigre, épisode Les enfants de la Joconde de Victor Vicas
- 1983 : Les Nouvelles Brigades du Tigre de Victor Vicas, épisode Rita et le Caïd de Victor Vicas
- 1983 : Les Enquêtes du commissaire Maigret d'Alain Levent (série télévisée), épisode : La Colère de Maigret

## Publication

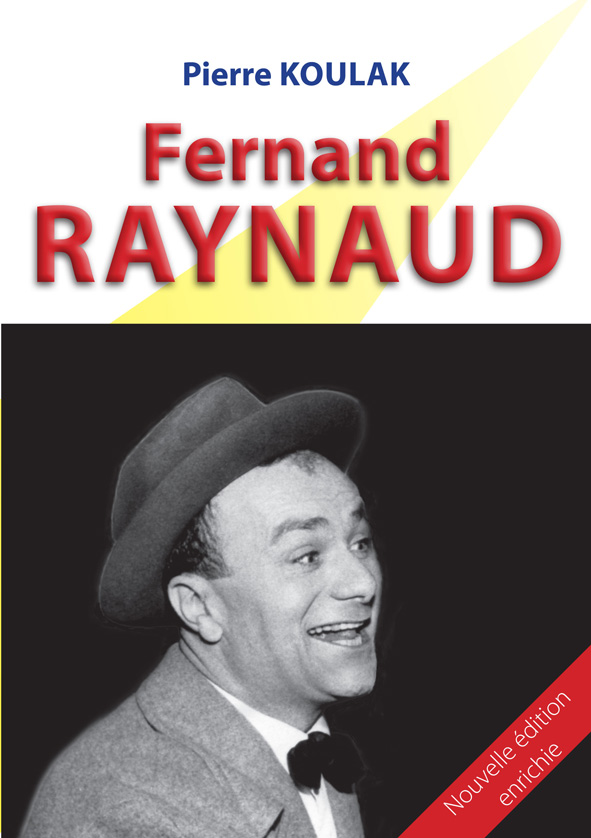

- Fernand Raynaud, Paris, Éditions SIGEST, 2013, 160 p. (ISBN 978-2-917329-52-8)
- C'est vrai, Édition indépendante, 2024, 228 p. (ISBN 979-8325326417)